# 服部遺跡
服部遺跡（はっとりいせき）は、滋賀県守山市服部町に所在する複合遺跡。

## 概要
1974年（昭和49年）の野洲川改修工事の際に発見され、5万人を動員し3年弱もの期間をかけて発掘調査された。
弥生時代から鎌倉時代までの多種多様な遺物が発見されている。